# Ciconiphilus pectiniventris
Ciconiphilus pectiniventris är en insektsart som först beskrevs av Harrison 1916.  Ciconiphilus pectiniventris ingår i släktet Ciconiphilus och familjen spolätare. Inga underarter finns listade i Catalogue of Life.